# احمد آکچا
احمد آکچا (به ترکی استانبولی: Ahmet Akça) (زاده ۱۹۵۹) کارآفرین، بازرگان و مدیر ارشد اجرایی ترکیه‌ای است، که در حال حاضر به‌عنوان رییس هیئت مدیره شرکت ترکسل فعالیت می‌کند.